# Libu

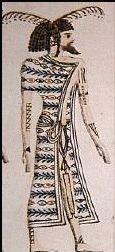
Un Libu rappresentato dagli antichi egizi

I Libu furono una popolazione berbera dell'Antica Libia.
Il loro nome compare nei testi egizi risalenti al Nuovo Regno e specialmente al periodo ramesside. Esso veniva così reso nella scrittura geroglifica:
| r · Z1 | b | w | T14 | A1 · Z2 |

r3 b w - Data la mancanza di notazione delle vocali e l'uso degli stessi segni per i suoni l e r, questa parola può essere letta in vari modi tra cui Rabu / Labu, Rebu / Lebu, ecc. L'identificazione con la popolazione che in greco veniva chiamata Λίβυες (Libu-es) rende verosimile un'interpretazione come Libu o simili.
Nell'iscrizione nel tempio di Karnak, dovuta a Merneptah, vengono descritte le operazioni belliche tra l'Egitto e le tribù del deserto libico.

Anche Ramesse III ricorda di aver sconfitto i Libu nel suo quinto anno di regno ma sei anni più tardi questi, alleatisi, con i Mashuash invasero nuovamente le regioni occidentali del delta dove furono nuovamente sconfitti.
Il nome di questa tribù fu poi adottato dagli antichi greci per indicare l'attuale Libia ed i suoi abitanti e talvolta anche per indicare tutto il Nord Africa.
Lo storico greco Erodoto, imitato poi da altri scrittori, utilizzò questo termine per indicare l'intera Africa.

## Aspetto fisico
Nelle rappresentazioni egizie i "Libu/i", vengono rappresentati con caratteristiche somatiche "europee", carnagione rosea, occhi chiari e barba biondiccia, forse di derivazione Mechta-Afalou.